# Adrian Stokes
Adrian Stokes (Losanna, 9 febbraio 1887 – Lagos, 19 settembre 1927) è stato un batteriologo inglese.
Autore di lavori sugli itteri, la febbre tifoide, la dissenteria, fu collaboratore di Hideyo Noguchi e William Young. Morì di febbre gialla in Nigeria, mentre stava studiando la malattia.